# Arrhopalites spinosus
Arrhopalites spinosus är en urinsektsart som beskrevs av Josef Rusek 1967. Arrhopalites spinosus ingår i släktet Arrhopalites, och familjen Arrhopalitidae. Arten är reproducerande i Sverige.